# 韋夫人 (劉謙)
武皇后韦氏（9世纪—？917年前），京兆府万年县（今陕西省西安市长安区）人，出自京兆韦氏郧公房，南海軍節度使韦宙的侄女。南汉追尊襄皇帝刘隐的母亲，南汉高祖劉巖的嫡母。
刘谦年轻时候在韦宙军中为牙校，身份低微，但容貌非常出众。韦宙做主允许这个侄女和刘谦结了婚。婚后刘谦社会地位上升迅速。873年生子刘隐，另有一子刘台。
韦氏性悍，御夫很严，刘谦私纳侍妾段氏，不敢令韦氏知道，藏在别处，在889年生下一子劉巖。韦氏得知后，勃然大怒，亲自提刀刺死了段氏，卻因不忍，而抱回了段氏生的婴儿劉巖，和她自己的两个儿子一起养大。917年，劉巖建立南汉，追尊已经去世的嫡母韦氏为武皇后。